# Rick Steiner
Robert Rechsteiner (Bay City, 9 de março de 1961), mais conhecido pelo seu ring name Rick Steiner, é um lutador de wrestling profissional estadunidense.
Steiner é melhor conhecido pelas suas aparições na National Wrestling Alliance, World Championship Wrestling, Total Nonstop Action Wrestling e World Wrestling Federation.
Steiner competia tanto em lutas individuais, como em lutas de tag team. Formava dupla com Scott Steiner, atualmente empregado pela TNA, e eram conhecidos como "Steiner Brothers". Segundo a revista Pro Wrestling Illustrated, a dupla foi a 2ª melhor da história, somente atrás de Road Warriors.

## Carreira no wrestling
- Treinamento em Circuitos Independentes (1983-1988)
- National Wrestling Alliance (1988-1992)
- World Wrestling Federation (1992-1994)
- Extreme Championship Wrestling (1995)
- World Championship Wrestling (1996-2001)
- Total Nonstop Action Wrestling (2002-2008)
- Circuitos Independentes (2008-presente)